# Ruaidrí Ua Conchobair
Ruaidrí mac Tairrdelbach Ua Conchobair (modern írül: Ruairí Ó Conchúir; angolosan Rory vagy Roderic O'Conor; 1116 körül – 1198. december 2.) Connacht királya 1156 és 1186 között, Írország főkirálya 1166 és 1198 között.
Ruaidrí Tairrdelbach Ua Conchobair (1088–1156) király több mint húsz fiának egyike volt. Ő és lánytestvére, Mór Tairrdelbach apja harmadik feleségének, az aidhnei Cailech Dé Ní hEidin gyermekei voltak. Írország utolsó főkirálya volt, mivel az anglo-normannok 1169-től megszállták Írországot (később Brian Ua Néill és Edward Bruce is igényt tartottak a címre, de követelésüket illegitimnek tekintették).

## Fordítás
Ez a szócikk részben vagy egészben  a   Ruaidrí Ua Conchobair című angol Wikipédia-szócikk fordításán alapul.  Az eredeti cikk szerkesztőit annak laptörténete sorolja fel. Ez a jelzés csupán a megfogalmazás eredetét és a szerzői jogokat jelzi, nem szolgál a cikkben szereplő információk forrásmegjelöléseként.